# ラウラ・バッティフェッリの肖像
『ラウラ・バッティフェッリの肖像』（ラウラ・バッティフェッリのしょうぞう、伊: Ritratto di Laura Battiferri, 英: Portrait of Laura Battiferri）は、ルネサンス期のフィレンツェの画家アーニョロ・ブロンズィーノが1555年から1560年ごろに制作した肖像画である。油彩。ウルビーノ出身の女流詩人ラウラ・バッティフェッリを描いている。ウジェーヌ・ド・ボアルネが所有した作品の1つで、現在はフィレンツェのヴェッキオ宮殿に所蔵されている。

## 人物
ラウラ・バッティフェッリは1523年に教皇庁会計院の書記であったウルビーノの貴族ジョヴァンニ・アントニオ・バッティフェッリ（Giovanni Antonio Battiferri）とカルピ出身の母マッダレーナ・コッカパーニ（Maddalena Coccapani）の間に生まれた。ラウラの最初の結婚についてはあまり知られていない。彼女はヴィットリオ・セレーニ（Vittorio Sereni）と結婚したが、すぐに死別した。1550年にメディチ家の宮廷建築家・彫刻家バルトロメオ・アンマナーティと再婚した。夫婦の関係は愛情と理想が調和した豊かなものであったが、子宝には恵まれず、ラウラは自らをペトラルカ風に「不毛の樹」（arbor sterile）と呼んだ。敬虔な女性であったラウラは大公妃エレオノーラ・ディ・トレドがスペイン王国から招いたイエズス会士たちを後援し、夫バルトロメオをイエズス会の宗教理念に導いた。またブロンズィーノの弟子アレッサンドロ・アッローリに、イエズス会のサン・ジョヴァンニーノ・デッリ・スコローピ教会にあるアンマナーティ家礼拝堂のために『キリストとカナンの女』（Cristo e la donna cananea）を発注した。ブロンズィーノとは親しい関係にあり、画家はラウラにペトラルカ風のソネットをいくつか捧げている。ラウラの文学作品は詩集から宗教的な著作、祈祷文や聖歌におよぶが、中でも大公妃エレオノーラに捧げられたソネット集は1560年にジュンティ書店（libreria Giunti）から出版されると、1567年にはスペイン語に翻訳され、スペインの宮廷で高く評価された。1589年11月にフィレンツェで死去。サン・ジョヴァンニーノ・デッリ・スコローピ教会に埋葬された。

## 作品
ブロンズィーノは椅子に座って画面左を見つめるラウラ・バッティフェッリを描いている。その横顔は鷲鼻と長い首が強調され、ブロンズィーノがソネットの中で表現した氷のようなその内側に鉄のごとき意思の強さを秘めたラウラの人間性が示されている。実際に彼女は16世紀の女性としては珍しく、意欲的でその意志は堅く、ためらうことなく思い切った決断のできる女性であった。
ラウラは白いプリーツシャツの上にベルベットのドレスを着ている。ドレスは深紅のボディスに黒のふくらんだ袖とスカートがついている。首に金のネックレスをかけ、左手の薬指に指輪をはめている。頭には灰色と白のボンネットをかぶり、透明なヴェールは肩まで覆っている。ラウラは膝の上でペトラルカの『カンツィオニエーレ』のソネット49番を開き、左手の人差し指と中指で指し示している。
描かれた女性についてはペトラルカが愛した女性ラウラ、あるいはヴィットリア・コロンナと考えられていた。モデルをラウラ・バッティフェッリと特定したのは、絵画の所有者の1人であるアメリカ合衆国の美術史家チャールズ・ルーサーである。
制作年代はおそらくブロンズィーノがラウラと緊密な連絡を取り合っていた1555年から1560年ごろ、特に2人の関係性が史料的に確認できる1557年から1558年ごろと考えられている。

## 来歴
本作品の初期の来歴は不明である。少なくとも18世紀初頭には美術収集家でもあったミラノのジョヴァンニ・フランチェスコ・アレーゼ（Giovanni Francesco Arese）将軍のコレクションにあった。肖像画を含む将軍のコレクションは1812年にナポレオンの養子ウジェーヌ・ド・ボアルネによって購入されたが、所有者が亡命したことによりミュンヘンに運ばれ、ロイヒテンベルク美術館のコレクションを形成した。この作品を購入したのが美術史家チャールズ・ルーサーで、彼は1928年に自身の美術コレクションをフィレンツェに遺贈した。現在、ルーサーのコレクションはヴェッキオ宮殿に所蔵されており、『ラウラ・バッティフェッリの肖像』は宮殿のメザニンに展示されている。
2020年1月から2021年1月、肖像画はニューヨークのメトロポリタン美術館で6月26日から10月11日にかけて開催された展覧会「メディチ家：肖像画と政治 1512年-1570年」（The Medici: Portraits and Politics 1512-1570）のために修復され、変色した古い塗り直しが除去された。